# Gelderlander
Il Gelderlander o Gelderland è una razza equina originaria della provincia della Gheldria (Gelderland) nei Paesi Bassi, utilizzata come cavallo da carrozza, ma abile anche nei lavori agricoli.
Inizia a divenire popolare dopo la metà del XX secolo: nel 1965 divenne una delle razze fondanti dell'Olandese a sangue caldo e del Dutch Harness Horse in incrocio con la razza nordica Groninger. La razza è registrata in una sezione del Royal Dutch Warmblood Horse Studbook. La consistenza ha iniziato a calare dopo l'avvento della meccanizzazione agricola, infatti nel 2017 si contavano 600 fattrici e appena 35 stalloni.

## Storia
Il Gelderlander è stato allevato come cavallo da carrozza, dalla fine del XVIII secolo nella provincia di Gelderland, nei Paesi Bassi. Deriva dall'incrocio di fattrici indigene (Gelderland) con stalloni importati di una vasta gamma di razze e tipi, tra cui Alt-Oldenburger e Ostfriesen, Anglo-Arabo, Arabo, Baia di Cleveland, Puro sangue inglese, Furioso, Hackney, Nonio, Norfolk Trotter, Orlov e Orlov-Rostopchin.
Nel XIX secolo, quando l'equitazione da diporto divenne più popolare, il sangue di razze come Frisone, Oldenburg, Hackney e Thoroughbred venne introdotto per alleggerirne la razza ed aumentarne l'atletismo. Oggi si tende ad impiegarlo in incroci con altri cavalli da sella, in particolare Purosangue Inglese, per esaltarne le doti di cavallo sportivo.
Nel 1969 l'Associazione per la Promozione dell'Allevamento di Cavalli da Finimento Agricolo [Vereniging tot bevordering van de Landbouwtuigpaardenfokkerij in Nederland], la quale ha registrato la razza Ghelderland, è stata accorpata con il Libro genealogico Nederlands Warmbloed Paard, associazione registrante la razza Groninger, per dare origine al "Libro genealogico reale dei cavalli a sangue caldo dei Paesi Bassi" [Koninklijk Warmbloed Paardenstamboek Nederland]. In quest'ultimo Libro genealogico furono registrati tre tipi di razze equine: cavalli da sella (Dutch Warmblood), cavalli da tiro (l'olandese Harness Horse), e il Gheldria. 

## Caratteristiche
Il cavallo di razza Gelderland è caratterizzato dalla tipologia fisica mesomorfa, la quale consiste in una struttura fisica media e bene proporzionata con un armonico sviluppo delle forme in termini di diametri di lunghezza, larghezza e altezza; caratterizzato inoltre da una ottima resistenza unita ad una notevole velocità. L'altezza al garrese varia da 155 a 165 cm circa, ed un peso medio di 500 - 600 kg.
Relativamente alla colorazione del mantello vi è una notevole variabilità dovuta dalla diversa quantità di melanina a livello del pelame e della cute: lo si può trovare di colore sauro, baio, morello e grigio, e frequenti sono anche particolarità a sede fissa su testa e piedi.
La testa è grossa in quanto le sue dimensioni elevate rispetto al corpo sono legate allo sviluppo generale delle ossa. Il profilo delle testa che talvolta può essere anche lunga e piuttosto piatta, può essere rettilineo o leggermente montonino. Le orecchie sono grandi e ben piazzate; gli occhi sono grossi, prominenti e distanziati. Le ganasce sono leggermente pronunciate, le narici ampie.
Il collo è quello caratteristico dei cavalli da carrozza ovvero lungo, muscoloso e arcuato. Il garrese è di media altezza. La groppa è corta, larga e orizzontale, la coda ha un'attaccatura alta. La spalla è ben inclinata. Il petto è largo, il torace ampio, profondo e pieno con costato convesso, gli arti sono ben sviluppati e muscolosi: gli avambracci sono potenti e gli stinchi compatti, verticali e solidi. Gli zoccoli sono larghi e di buona consistenza.

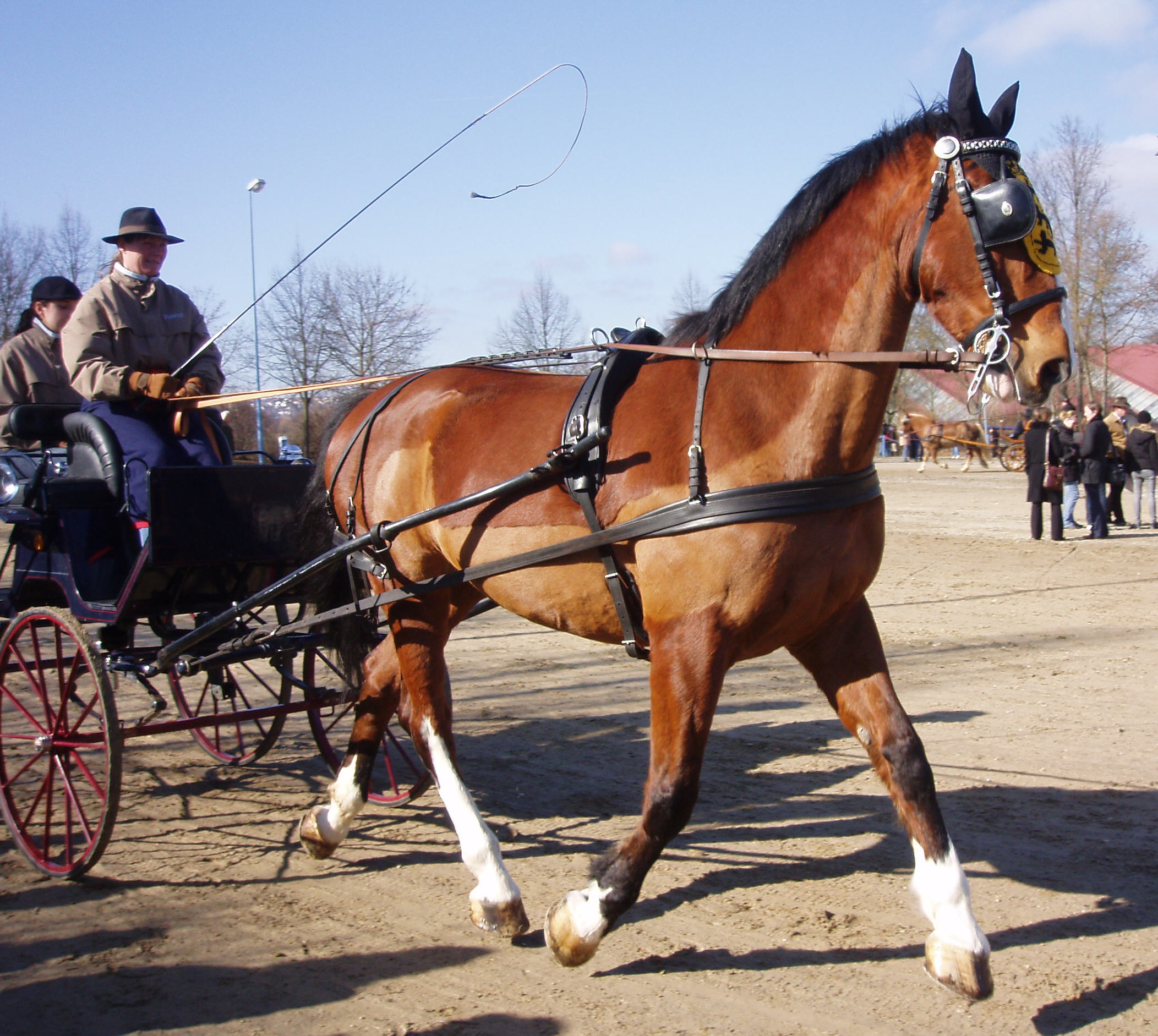
Cavallo Gelderland che traina una carrozza

Questa razza è inoltre caratterizzata da un'ampia deambulazione, da un trotto alto e spazioso ed un ottimo galoppo dovuto alla buona durata e resistenza. In termini di lavoro e attività fisica è molto versatile grazie al suo temperamento docile, volenteroso e forte che lo rende un ottimo lavoratore.

## Utilizzi
Attitudini
tiro leggero, sella, lavori agricoli.
Doti
buon saltatore.
Storicamente era utilizzato come cavallo da lavoro, era abbastanza versatile per svolgere lavori pesanti, impiegato come cavallo da tiro leggero e medio-leggero in azienda agricola.
Nei Paesi Bassi attorno al XVIII secolo viene allevato come cavallo da carrozza usato nelle scuderie reali e come cavallo della polizia. I suoi risultati si sono distinti anche all’estero tanto che negli Stati Uniti ha partecipato ai giochi panamericani. Negli anni sessanta fu impiegato insieme al Groningen per la formazione dell'Olandese a sangue caldo.Oggi si tende ad impiegarlo in incroci con cavalli da sella (soprattutto purosangue inglese) per esaltare le doti di cavallo sportivo (si distingue nelle competizioni di salto ostacoli) e viene utilizzato nel turismo e negli sport equestri (agile e buon saltatore).